# 國立勤益科技大學
國立勤益科技大學（英語譯名：National Chin-Yi University of Technology ），簡稱勤益科大、NCUT ，是位於臺灣臺中市太平區的國立科技大學，於1971年創立，現在創設有十六個科系，為台灣國立大學系統成員。

## 校史
1944年日本陸軍航空隊於國立勤益科大坪林校區（原陸軍坪林營區）建立台中東機場。。
1971年由中華民國陸軍政戰科退役少將張明與王國秀夫婦向一位荔枝農夫購買他的荔枝田，於日本飛機場舊址創立「私立勤益工業技藝專科學校」，設置機械技術、電工技術、工業電子、工業化學等四科，招收高中、高職畢業生，修業二年畢業。
1973年改名私立勤益工業專科學校。並將已設立之科名改為：機械科、電機科、電子科、化工科，同時增設工業管理科。自此，二年制工專改以招收高職畢業生為限。
1975年機械科、電機科、電子科、化工科易名為：機械工程科、電機工程科、電子工程科，化學工程科，工業管理科仍沿用原名稱。
1980年機械工程科分設製造組、設計組。電機工程科分設電工組、冷凍組。電子工程分設應用電子組、數位系統組。
1982年設立夜間部，招收電子工程科、電機工程科在職進修人員。
1983年夜間部奉准招收機械工程科在職進修人員。
1985年機械工程科奉准增設自動化控制組。
1987年，原本校產資金擁有四億元，足以讓校務活動優秀運作，可是創辦人卻毅然決然地決定，將這份對於勤益的愛轉化為對國家的大愛，於是致書教育部長毛高文，決定無條件將學校捐獻給政府，改制成為國立的學校，但只要求保留「勤益」校名。同時工業管理科再改名為工業工程與管理科，夜間部亦奉准招收該科在職進修人員。
1988年夜間部奉准招收化學工程科在職進修人員。
1989年奉准成立企業管理科。
1990年改名「私立勤益工商專科學校」。
1992年7月1日改隸中華民國教育部，更名為「國立勤益工商專科學校」。
1994年奉准成立資訊管理科。
1998年原電機工程科冷凍空調組獨立，正式成立冷凍空調科；奉准成立流通管理科。同年，亦奉准成立「附設專科進修補習學校」。
1999年奉准改制升格為「國立勤益技術學院」。夜間部改名為「進修推廣部」；同年配合修正之「補習及進修教育法」將原附設專科進修補習學校改名為「附設專科進修學校」。並成立景觀設計與管理科。機械、電子、化工、工管等系開始招收二技部學生。
2000年電子工程系開始招收四技部學生，奉准設立「附設進修學院」。
2002年設立生產系統工程與管理研究所。「推廣部」自進修推廣部獨立出來，並辦理臺中縣屯區社區大學等回流教育。 
2003年設立材料與化學工程研究所、流通科技管理研究所、資訊與電能科技研究所等三所碩士班。各系全面招收四技生。
2004年設立精密機械與製造科技研究所、冷凍空調與能源科技研究所、企業管理研究所等三所碩士班。同時應用英語系與休閒運動管理系亦獲准設立招生。 
2005年成立資訊工程系；化學工程系改名化工與材料工程系。 
2006年2月1日陳坤盛接任第四任校長。
2006年8月成立「國立臺中勤益科技大學籌備處」。11月教育部技職校院變更審議委員會通過升格案。同學年，成立電機工程研究所、自動化工程系；且實施系所合一，共有一所十四系（其中7系含碩士班）。 
2007年2月1日正式改制為「國立勤益科技大學」。新設研發與科技管理研究所碩士班及文化事業發展系大學部，另原資訊與電能科技研究所改名為電子工程系碩士班，機械工程系改名為精密機械與製造科技系、冷凍空調系改名為冷凍空調與能源系。6月10日，取得旁邊中華民國陸軍坪林營區的土地所有權狀。
2008年8月1日創辦人辦公室與校友聯絡中心合併為創辦人辦公室創辦人服務組與校友聯絡組，進修部與推廣部合併為進修推廣部，研發處國際交流組升級為一級單位國際事務處，精密機械與製造科技系改名機械工程系自動化系併入，景觀設計與管理系改名景觀系，休閒運動管理系改名休閒產業管理系，文化事業發展系改名文化創意事業系。
2009年2月1日坤盛老師續任第五任校長，研發與科技管理研究所與資訊管理系整併為一系一所，休閒產業管理系改隸至管理學院，人文社會科學學院更名為人文創意學院。6月4日，獲選為教育部綠色大學示範學校，簽署「塔樂禮宣言」。
2010年5月31日與國防部完成坪林營區20公頃土地點交。8月1日，增設語言中心為行政一級單位；另將通識教育中心提昇為院級單位，改名通識教育學院並調整內部組織為基礎通識教育中心及博雅通識教育中心，同時為使通識教育更加普級與國際化，通識教育學院下另設有明秀書院、科普教育中心、日本研究中心。
2010年12月14日創新研發大樓暨綠色科技研發總中心揭牌。 
2011年4月12日啟用新校門，原215巷校門規劃為行人與自行車專用道。8月1日，新設「精密製造科技研究所」博士班及「專案管理研究所」碩士班。
2012年連續獲選為「獎勵大學教學卓越計畫」輔助學校。
2013年2月1日趙敏勳老師接任第七任校長。
2013年被教育部選為「發展典範科技大學計畫」的學校，以培養高等技術人才為目標。2013年的QS亞洲大學排名，國立勤益科技大學獲評為全台第27名，專利申請國立科大排名第一的學校。Cheers快樂工作人雜誌「2013企業最愛大學生」的調查中，國立科大名列第六名、開始實施「明秀書院」住宿學習實驗計畫。
2017年2月1日陳文淵老師接任第七任校長。
2018年工具機學院大樓落成。
2019年勤創基地落成
2021年增設智慧製造與資訊應用碩士學位學程。前瞻電資科技產業博士學位學程改名前瞻電資科技研究所。
2022年增設智慧自動化工程系及人工智慧應用工程系

## 歷任校長
| 姓名   | 任期                        | 備註                 |
| ------ | --------------------------- | -------------------- |
| 黃正信 | 1971年－1976年5月           | 首任                 |
| 曹敏欽 | 1976年5月－1986年8月        |                      |
| 張文濤 | 1986年8月－1989年7月        |                      |
| 翁啟雄 | 1989年7月－1996年11月       | 1992年7月1日改為國立 |
| 楊明興 | 1996年11月－2001年8月16日   |                      |
| 鄔詩賢 | 2001年8月16日－2006年2月1日 |                      |
| 陳坤盛 | 2006年2月1日－2013年2月4日  |                      |
| 趙敏勳 | 2013年2月4日－2017年1月23日 |                      |
| 陳文淵 | 2017年1月23日－2025年2月7日 |                      |
| 陳坤盛 | 2025年2月7日－再任          |                      |

### 校訓
- 勤毅誠樸[4]
- 教育無他，榜樣而已[5]

## 組織編制

### 學術單位
| 電資學院 | 電機工程系（所） | 電子工程系（所）         |                    |
| 電資學院 | 資訊工程系（所） | 人工智慧應用工程系（所） | 前瞻電資科技研究所 |

| 工程學院 | 化工與材料工程系（所） | 機械工程系（所）       |                              |
| 工程學院 | 冷凍空調與能源系（所） | 智慧自動化工程系（所） | 精密製造科技研究所（博士班） |

| 管理學院 | 工業工程與管理系（所）                    | 企業管理系（所） |
| 管理學院 | 資訊管理系 研發科技與資訊管理碩士在職專班 | 流通管理系（所） |
| 管理學院 | 休閒產業管理系                            |                  |

| 人文創意學院 | 文化創意事業系（所） | 景觀系（所） |
| 人文創意學院 | 應用英語系           |              |

| 通識教育學院（页面存档备份，存于） | 基礎通識教育中心 | 博雅通識教育中心 |

### 行政單位
| 行政單位 | 校長室         | 學術副校長   |
| 行政單位 | 行政副校長     | 秘書室       |
| 行政單位 | 進修推廣部     | 總務處       |
| 行政單位 | 研究發展處     | 創辦人辦公室 |
| 行政單位 | 語言中心       | 教務處       |
| 行政單位 | 進修學院及專校 | 人事室       |
| 行政單位 | 電子計算機中心 | 諮商輔導中心 |
| 行政單位 | 產學營運處     | 學生事務處   |
| 行政單位 | 圖書館         | 主計室       |
| 行政單位 | 體育室         | 國際事務處   |
| 行政單位 | 公共關係室     | 校務研發中心 |
| 行政單位 | 環安中心       | 藝術中心     |

## 中華民國國內學校策略聯盟

### 與大專院校（普通大學&技職院校）策略聯盟
- 中彰投區
  - 亞洲大學
  - 嶺東科技大學
  - 明道大學
  - 朝陽科技大學
  - 弘光科技大學
  - 南開科技大學
  - 建國科技大學
  - 修平科技大學
- 屏東縣
  - 國立屏東大學

## 校園建設
| 建設名稱       | 各系(所)位置/行政辦公處 | 備註                    |
| -------------- | --- | ----------------------- |
| 管理館         | - 企業管理系（所） - 資訊管理系（所） - 流通管理系（所） - 景觀系（所） - 工業工程與管理系（所）                                                                                 |                         |
| 國秀樓         | - 應用英語系 - 教務處 - 語言中心 - 教學資源中心 - 基礎通識教育中心 - 博雅通識教育中心 - 人文創意學院 - 日本研究中心 - 進修學院及專校 - 進修推廣部 - 學務處（教官室、衛生保健組） |                         |
| 創新研發大樓   | - 研究發展處 - 校務研究發展中心 - 機械工程系（所）實驗室 |                         |
| 機械工程館     | - 機械工程系（所） |                         |
| 誠樸館         | - 總務處（環境衛生與安全組） - 員生社 |                         |
| 行政大樓       | - 總務處 - 國際事務處 - 人事室 - 主計室 |                         |
| 圖書資訊館     | - 圖書館 - 校長室 - 副校長室 - 秘書室 - 創辦人辦公室 - 電子計算機中心 |                         |
| 工程館         | - 電機工程系（所） - 電子工程系（所） - 資訊工程系（所） - 化工與材料工程系（所） - 冷凍空調與能源系（所）                                                                       |                         |
| 工業工程館     | - 工業工程與管理系（所） |                         |
| 青永館         | - 學生事務處 - 諮商輔導中心 - 體育室 - 學生會 - 學生議會 - 學生仲裁評議委員會 - 畢業生工作委員會                                                                                 |                         |
| 文化休閒館     | - 文化創意事業系（所） - 休閒產業管理系 |                         |
| 勤益學舍       | - 學生宿舍 - 明秀書院（页面存档备份，存于） - 國際交換生宿舍 - 員生社 |                         |
| 工具機學院大樓 | - 產學處 - 智慧台中創客基地 - 人工智慧應用工程系 | - 2018年落成            |
| 勤創基地       | - 行銷工坊 - 影音工坊 - 設計工坊 - 版畫與陶藝工坊 - 手作工坊 | - 原彈藥庫 - 2019年營運 |

## 大學整併
國立臺中大學
- 1997年，國立中興大學於校本部教授會會員大會中建議與國立臺中師範學院、國立臺中商業專科學校、國立勤益工商專科學校進行合併，成立國立臺中大學，並在隔年校務會議中決議，轉交校發會討論。[6][7]但最終於1998年學校事務發展委員會中決定暫緩並擱置計畫。[8]
- 2002年，國立臺中師範學院和國立勤益技術學院再次研議整併為國立臺中大學，但無疾而終，2005年國立臺中師範學院則獨立升格為國立臺中教育大學。

國立臺中科技大學
- 2002年國立臺中師範學院升格為國立臺中教育大學後，國立臺中技術學院、國立勤益技術學院和國立臺中護理專科學校曾研議整併為「國立臺中科技大學」，但最終2011年12月只有臺中技術學院和臺中護專整合併為國立臺中科技大學[9]。

## 智慧台中創客基地
2018年10月「智慧台中創客基地」啟用，創客場域集中於工具機學院大樓4樓。空間規劃8大區域：多功能教室、交流討論區、小型加工區、金工區、電工區、3D列印區、電雕區、木工區，提供近百套設備、儀器之完整場域包含高階3D列印機、金工鼓風爐焊接檯、手持式掃描儀、雷射鵰刻機、小型CNC車床及銑床等設備，讓每一位學生利用這些設備可以實現創作出屬於自己的作品。

## 外部連結
- 國立勤益科技大學（页面存档备份，存于）
- 臺灣大專院校整併
- 大專校院校務資訊公開平台（页面存档备份，存于）
- 國立勤益科技大學校務研發中心（页面存档备份，存于）
- 國立勤益科技大學-公共關係室IG